# Шатринци
Шатринци (мађ. Satrinca) су насеље у југоисточном делу иришке општине у Сремском округу. Шатринци су ушорено насеље панонског типа, типично војвођанско село. Основна привредна функција насеља је пољопривреда. Шатринци су типично пољопривредно село.
Према попису из 2022. било је 318 становника.

## Историја
Шатринци су старо средњовековно село, које се наводи у грамати издатој у Берксову 4. маја 1496. године. Српски деспот Јован Бранковић је тада  16 својих у Срему лежећих села међу којима и Шатринце, подарио скоро основаном српском православном манастиру Крушедолу.
Међу старим подацима о селу је онај из 1702. године, који говори да су Шатринци чисто српско село. Али село је настало много пре велике Сеобе Срба.
Код Шатринаца је манастир Гргетег 1753. године имао салаш са стоком и воденицу.
Шатринци имају две цркве, православну и католичку, лоциране у истом дворишту, једна поред друге. Православна је подигнута 1761. године. На месту порушене старе цркве подигнута је нова 1857. Римокатоличка црква изграђена је 1850. године.
Број становника током 19. века. Године 1815. ту живи 100 католика и 98 православаца. А 1869. године, број католика се удвостручио - 220, православних је нешто више - 119 душа и има четири Јевреја.

## Демографија
У насељу Шатринци живи 305 пунолетних становника, а просечна старост становништва износи 37,4 година (36,8 код мушкараца и 38,1 код жена). У насељу има 140 домаћинстава, а просечан број чланова по домаћинству је 2,85.
Становништво у овом насељу је мешовито уз мађарску већину.
|  |

| Демографија | Демографија | Демографија |
| Година      | Становника  | Становника  |
| ----------- | ----------- | ----------- |
| 1948.       | 388         |             |
| 1953.       | 570         |             |
| 1961.       | 611         |             |
| 1971.       | 447         |             |
| 1981.       | 395         |             |
| 1991.       | 400         | 392         |
| 2002.       | 399         | 402         |

| Етнички састав према попису из 2002.‍ | Етнички састав према попису из 2002.‍ | Етнички састав према попису из 2002.‍ | Етнички састав према попису из 2002.‍ | Етнички састав према попису из 2002.‍ |
| ------------------------------------ | ------------------------------------ | ------------------------------------ | ------------------------------------ | ------------------------------------ |
|                                      |                                      |                                      |                                      |                                      |
| Мађари                               | Мађари                               |                                      | 253                                  | 63,40%                               |
| Срби                                 | Срби                                 |                                      | 85                                   | 21,30%                               |
| Хрвати                               | Хрвати                               |                                      | 19                                   | 4,76%                                |
| Југословени                          | Југословени                          |                                      | 14                                   | 3,50%                                |
| Словенци                             | Словенци                             |                                      | 1                                    | 0,25%                                |
| Муслимани                            | Муслимани                            |                                      | 1                                    | 0,25%                                |
| Македонци                            | Македонци                            |                                      | 1                                    | 0,25%                                |
| непознато                            | непознато                            |                                      | 6                                    | 1,50%                                |

| Година пописа     | 1948. | 1953. | 1961. | 1971. | 1981. | 1991. | 2002. |
| ----------------- | ----- | ----- | ----- | ----- | ----- | ----- | ----- |
| Број домаћинстава | 100   | 145   | 160   | 134   | 130   | 136   | 140   |

| Број чланова      | 1  | 2  | 3  | 4  | 5  | 6 | 7 | 8 | 9 | 10 и више | Просек |
| ----------------- | -- | -- | -- | -- | -- | - | - | - | - | --------- | ------ |
| Број домаћинстава | 35 | 29 | 25 | 34 | 10 | 4 | 3 | 0 | 0 | 0         | 2,85   |

| Пол    | Укупно | Неожењен/Неудата | Ожењен/Удата | Удовац/Удовица | Разведен/Разведена | Непознато |
| ------ | ------ | ---------------- | ------------ | -------------- | ------------------ | --------- |
| Мушки  | 164    | 43               | 106          | 6              | 9                  | 0         |
| Женски | 160    | 21               | 106          | 30             | 3                  | 0         |
| УКУПНО | 324    | 64               | 212          | 36             | 12                 | 0         |

| Пол    | Укупно                    | Пољопривреда, лов и шумарство | Рибарство                            | Вађење руде и камена | Прерађивачка индустрија       |
| ------ | ------------------------- | ----------------------------- | ------------------------------------ | -------------------- | ----------------------------- |
| Мушки  | 114                       | 91                            | 0                                    | 0                    | 10                            |
| Женски | 67                        | 57                            | 0                                    | 0                    | 1                             |
| УКУПНО | 181                       | 148                           | 0                                    | 0                    | 11                            |
| Пол    | Производња и снабдевање   | Грађевинарство                | Трговина                             | Хотели и ресторани   | Саобраћај, складиштење и везе |
| Мушки  | 0                         | 1                             | 6                                    | 1                    | 3                             |
| Женски | 0                         | 0                             | 4                                    | 1                    | 0                             |
| УКУПНО | 0                         | 1                             | 10                                   | 2                    | 3                             |
| Пол    | Финансијско посредовање   | Некретнине                    | Државна управа и одбрана             | Образовање           | Здравствени и социјални рад   |
| Мушки  | 0                         | 0                             | 2                                    | 0                    | 0                             |
| Женски | 0                         | 0                             | 1                                    | 2                    | 1                             |
| УКУПНО | 0                         | 0                             | 3                                    | 2                    | 1                             |
| Пол    | Остале услужне активности | Приватна домаћинства          | Екстериторијалне организације и тела | Непознато            | Непознато                     |
| Мушки  | 0                         | 0                             | 0                                    | 0                    | 0                             |
| Женски | 0                         | 0                             | 0                                    | 0                    | 0                             |
| УКУПНО | 0                         | 0                             | 0                                    | 0                    | 0                             |